# 대니 보이
대니 보이(영어: Danny Boy)는 1913년에 나온 아일랜드의 포크송이다. 그러나 북아일랜드 전통 가락이기 때문에 잉글랜드 포크송으로 분류하기도 한다. 대한민국에서는 아, 목동아라는 제목으로 알려져 있다. 잉글랜드의 변호사이며 시인인 프레드릭 웨덜리(Frederic Weatherly, 1848~1929)가 작사하였고, 가락은 북아일랜드의 전통 가락인 런던데리 에어(Londonderry Air)이다.

## 오해
흔히 아일랜드를 대표하는 고전 포크송이지만 영국의 점령 치하에 있는 북아일랜드의 노래이기 때문에 영국 민요로도 알려져 있다. 아일랜드계 미국인들과 캐나다인들 사이에서 널리 불리는 관계로 미국, 일본, 대한민국에서는 아일랜드를 대표하는 고전 포크송인 것처럼 알려져 있다. 실제로 엘비스 프레슬리, 존 바에즈, 에릭 클랩튼 등등이 이 곡을 불렀고, 심지어 대한민국의 아이돌 가수인 아이유와 소녀시대 까지도 이 곡을 불렀다.
영국이 800년간 아일랜드를 지배해 왔다. 한국으로 따지자면 대니 보이는 아리랑에 일본인이 가사를 붙인 곡인 셈이다. 따라서 아일랜드의 포크 가수들은 이 대니 보이를 잘 부르지 않는다. 1960년대 포크 리바이벌 시기에는 완전히 외면받았고, 1980년대에 들어와서야 어느 정도 경력을 갖춘 아일랜드 포크 가수들이 이따금씩 불렀다. 더 클랜시 브라더스, 더 더블리너스 등등 대표적인 아일랜드 포크 가수들의 앨범에는 대니 보이는커녕 원곡인 런던데리 에어조차 한 번도 등장하지 않는다. 물론 라이언스 팬시(Ryan's Fancy), 더 울프 톤스(The Wolfe Tones), 더 발리콘(The Barleycorn)의 앨범에 한 번씩 등장하긴 하며, 더 더블리너스 멤버 출신인 짐 매캔과 패디 레일리도 물론 불렀다. 그러나 대부분은 최근에 와서야 부른 곡들이며, 해당 가수들의 주요 곡도 아니다. 설사 아일랜드 가수들이 불렀다 하더라도 장르가 포크가 아니라 록이나 팝 음악인 경우가 많다. 따라서 이 곡의 아일랜드 포크 음악계에서의 인기도는 높지 않다. 대체로 아일랜드 포크 음악은 아일랜드의 민족주의 사상에 기반을 두고 있다는 점을 감안하면 아일랜드 가수들 사이에서 이 곡이 인기가 있을 리가 만무한 것이다.
둘째로 아일랜드인들의 국민성은 사실 매우 쾌활하고 낙천적이다. 아일랜드를 대표하는 고전 포크송인 아이리시 로버, 홀리 그라운드, 피네건스 웨이크, 라이징 어브 더 문, 브레넌 온 더 모어, 와일드 콜로니얼 보이 등등은 굉장히 빠른 박자와 쾌활한 가락에 맞추어 부르는 곡이다. 그러나 대니 보이의 원곡인 런던데리 에어(Londonderry Air)는 이러한 아일랜드인들의 국민성과는 달리 매우 차분하고 슬픈 느낌을 주는 노래이다. 그러므로 이 런던데리 에어의 한 패러디에 지나지 않는(여러 패러디가 존재하고, 그 가운데 하나는 북아일랜드 국가로 쓰이기도 한다.) 대니 보이는 아일랜드인들의 정서에는 전혀 맞지 않는 것이다. 또한 대니 보이의 경우는 가락뿐만 아니라 가사까지도 굉장히 애상적, 감상적이며, 하강 이미지가 많이 사용되고 있다. 이는 잉글랜드 고전 포크송에 많이 드러나는 정서이지, 아일랜드 고전 포크송 가운데 이러한 정서를 가진 곡은 캐릭퍼거스(Carrickfergus) 정도로 흔하지는 않다.
더 클랜시 브라더스의 전 멤버였고 현재 더 클랜시 레거시 소속인 포크 음악가 로비 오코늘이 작사, 작곡한 <유 아 낫 아이리시>(You're not Irish)라는 곡에 보면 다음과 같은 내용이 나온다.
When first I came to the USA with my guitar in hand

I was told that I could get a job singing songs from Ireland

So I headed up to Boston, I was sure it would be alright

But the very first night I got on the stage, I was in for a big surprise

They said: 

You're not Irish, you can't be Irish, you don't know "Danny Boy"

Or "Toora Loora Loora" or even "Irish Eyes"

You've got a hell of a nerve to say you came from Ireland 

So cut out all the nonsense and sing "McNamara's Band"

ⓒ Robbie O'Connell
가사에 나와 있듯이 화자는(로비 오코늘 본인으로 볼 수도 있음) 미국에 와서 아일랜드 고전 포크송을 부르게 되었는데, 첫 번째 공연에서 세 가지 곡을 모른다는 이유로 아일랜드인이 아니라는 오해를 받는다. 그 가운데 한 곡이 대니 보이이다. 그 정도로 미국인들은 대니 보이가 마치 아일랜드를 대표하는 곡인 것처럼 오해하고 있지만, 정작 아일랜드인들에게 대니 보이는 인기가 없다.

## 가사
가수들마다 조금씩 가사가 다르다. 작가가 1929년에 죽었기 때문에 퍼블릭 도메인이다.
Oh Danny boy, the pipes, the pipes are calling

From glen to glen, and down the mountain side

The summer's gone, and all the roses falling

It's you, it's you must go and I must bide.

But come here back when summer's in the meadow

Or when the valley's hushed and white with snow

Yes I'll be here in sunshine or in shadow

Oh Danny boy, oh Danny boy, I love you so.
And if you come, when all the flowers are dying

And I am dead, as dead I well may be

You'll come and find the place where I am lying

And kneel and say an "Ave" there for me.
And I shall hear, tho' soft you tread above me

And all my grave will warmer, sweeter be

For you will bend and tell me that you love me

And I shall sleep in peace until you come to me.
I'll simply sleep in peace until you come to me.
And I shall rest in peace until you come to me.

Oh, Danny Boy, Oh, Danny Boy, I love you so.

## 버전
다음과 같은 가수들이 불렀는데, 이름 옆에 어느 나라 사람인지와 전문 포크 가수인지 여부가 표시되어 있다.
- 최민정[5]  대한민국
- 이현우[6]  대한민국
- 소녀시대  대한민국
- 아이유[7]  대한민국-주 장르가 발라드임
- Zebra(JK김동욱)  대한민국
- 짐 매캔  아일랜드-포크 전문
- 패디 레일리  아일랜드-포크 전문
- 더 울프 톤스  아일랜드-포크 전문
- 켈틱 우먼  아일랜드-주 장르가 팝임
- 메리 오하라  아일랜드-포크 전문
- 시네이드 오코너  아일랜드-주 장르가 록임
- 앤 브린  아일랜드
- 더 발리콘  북아일랜드-포크 전문
- 엘비스 프레슬리  미국
- 앤디 윌리엄스  미국
- 존 바에즈  미국-포크 전문
- 주디 콜린스  미국-주 장르가 팝임
- 주디 갈런드  미국
- 이버 캐시디  미국-주 장르가 팝임
- 빙 크로스비  미국
- 슬림 휘트먼  미국
- 로이 오비슨  미국
- 짐 리브스  미국
- 링크 레이  미국
- 샘 쿡  미국
- 빌 에반스  미국
- 빌 먼로  미국
- 조니 캐시  미국
- 라이언스 팬시  캐나다-포크 전문. 아일랜드계 캐나다 그룹이다.
- 더 시커스  오스트레일리아-주 장르가 팝임
- 대니얼 존스  오스트레일리아
- 나나 무스쿠리  그리스-주 장르가 팝임
- 엘리자베트 슈바르츠코프  독일
- 에릭 클랩튼  영국
- 킹스 싱어스  영국
- 톰 존스  영국